# Iowas
Pour les articles homonymes, voir Iowa (homonymie).
Ne doit pas être confondu avec Kiowas.
Les Iowas (ou Ioways) sont un peuple amérindien. Avec les Missouris, les Omahas, les Otos et les Poncas, ils faisaient autrefois partie des Ho-Chunk (Winnebagos).

## Ethnonymie
Sous le régime français, cette tribu était appelée les Ayouais ou Aiouez.

## Histoire
Les Iowas comme presque tous les peuples premiers d'Amérique sont issus de la migration d'êtres humains de l'Asie vers l'Amérique en passant par le détroit de Béring. Le peuple Iowa s'installe autour de la région des Grands Lacs. Avant l'arrivée de Christophe Colomb sur le continent, les Iowas migrent vers ce qui est aujourd'hui l'État de l'Iowa d'où il tire son nom. Au XVIe siècle, ils se déplacent du Mississippi vers les Grandes Plaines, et se sont peut-être ensuite séparés de la tribu Ho-Chunk. Du XVe au XVIIIe siècle, ils vivaient dans la région de Red Pipestone Quarry (Minnesota).

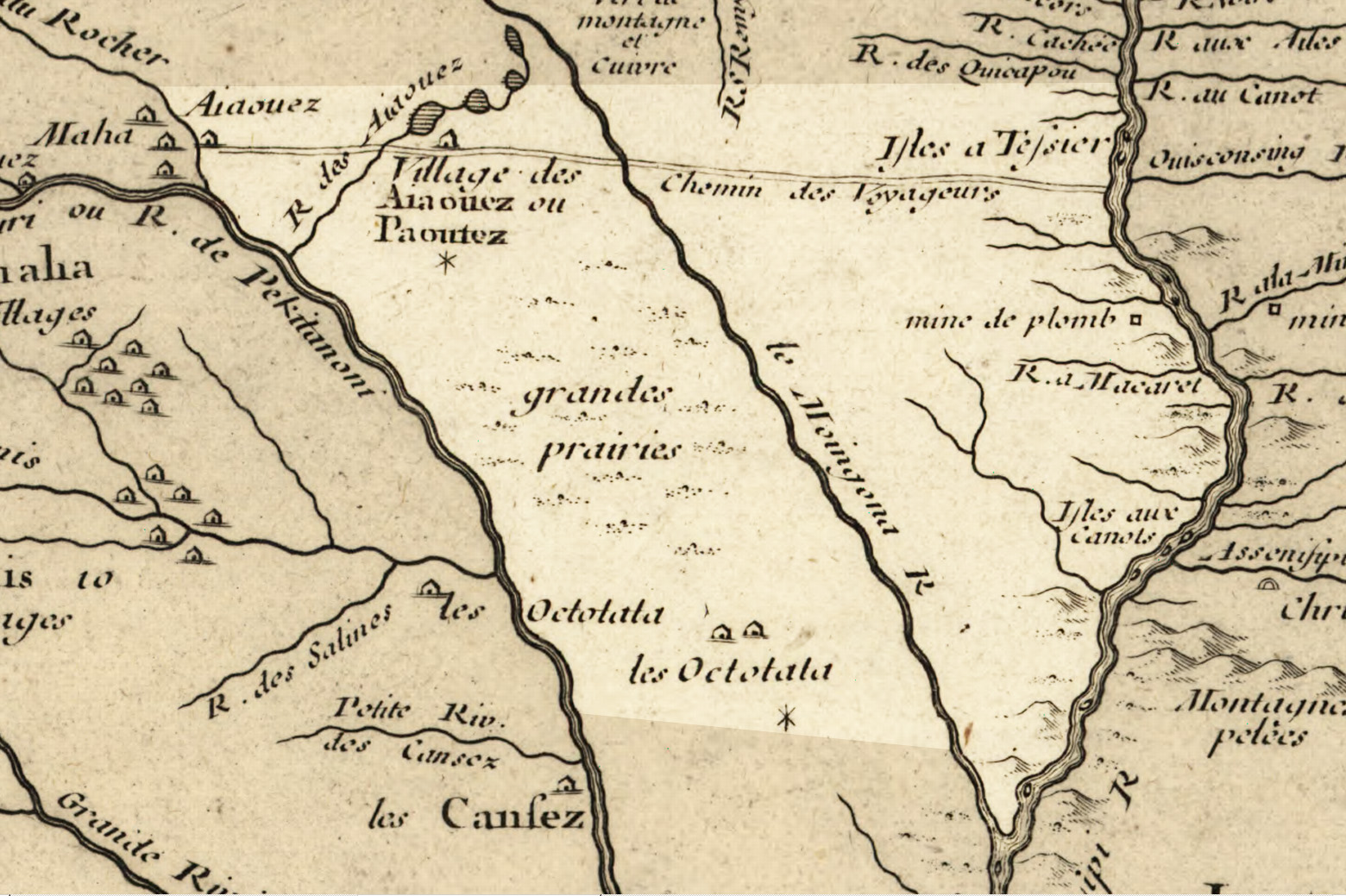
Carte de la Louisiane et du cours du Mississippi (1718) montrant le territoire des Aiaouez au Nord-Ouest.

Les premiers Européens à entrer en contact avec eux sont les coureurs des bois français qui les ajoutèrent sur leurs cartes et firent du commerce de fourrure avec eux. Les Iowas furent rattachés à la Nouvelle-France et après la guerre de Sept Ans devinrent espagnols puisque la Louisiane était devenu espagnole. Ils sont à nouveau redevenus français avant que Napoléon Ier vende la Louisiane aux États-Unis. Au début du XIXe siècle, les Iowas avaient atteint les rives de la rivière Platte, où, en 1804, Lewis et Clark visitèrent leurs colonies. Là, ils faisaient du commerce avec les Français et les tribus locales, grâce à leur situation avantageuse concernant les gisements d'alun.

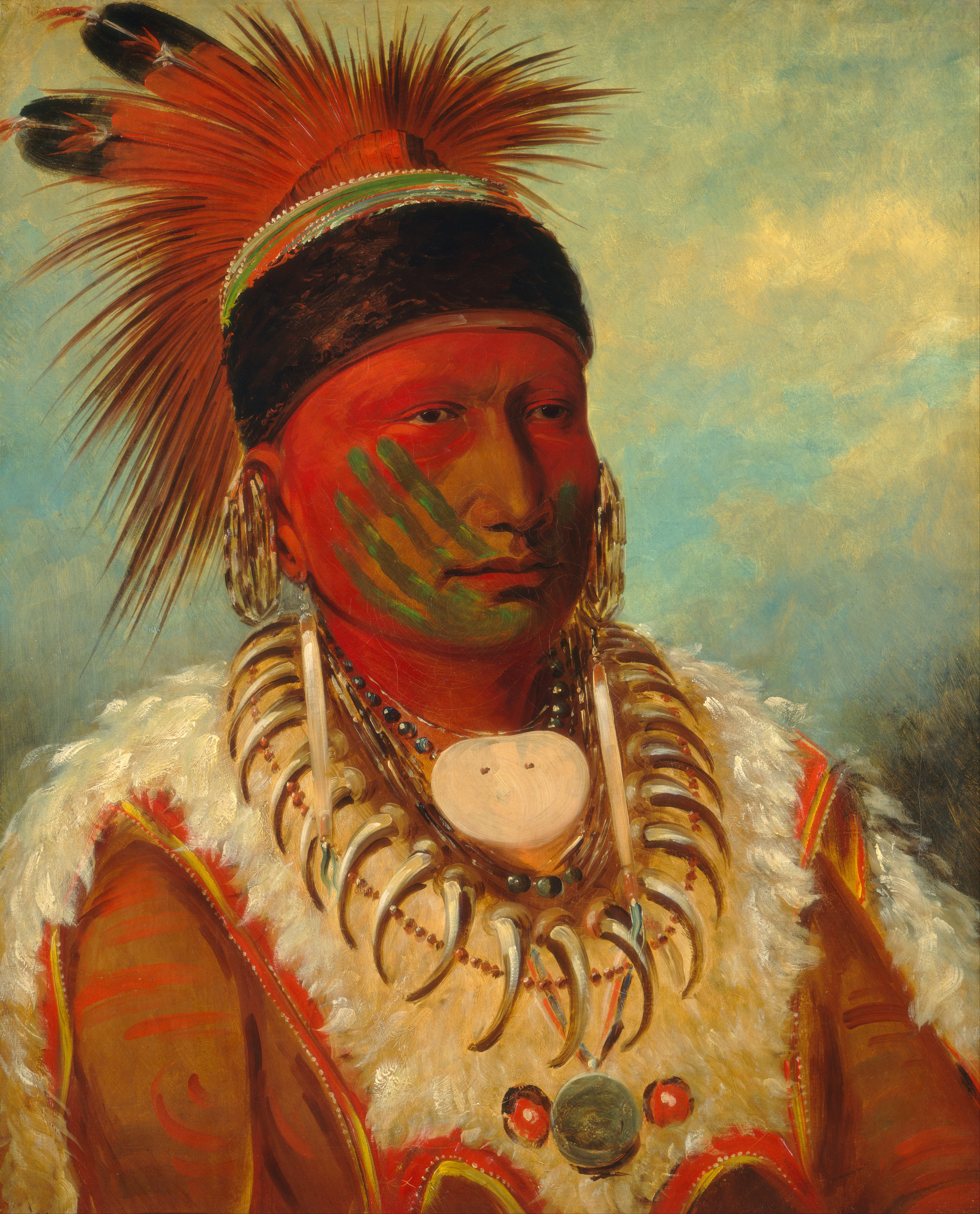
White Cloud, chef des Iowas peint par George Catlin.

Entre 1820 et 1840, les Iowas ont cédé leurs terres du Minnesota, de l'Iowa et du Missouri au gouvernement américain. En 1837, la plupart furent transférés dans une réserve le long de la frontière entre le Kansas et le Nebraska, dirigée par leur chef Mahaska (Mew-hew-she-kaw, « White Cloud » ; archaïque Ioway Maxúshga prononcé [mõxuʃꜜkɐ] ; contemporain Maxúhga). Ils cédèrent le territoire de Little Platte dans le Missouri en 1836. D'autres terres du Missouri avaient été cédées en 1824. En 1837, ils s'installèrent dans une bande de terre au Kansas, au sud de la rivière Big Nemaha, avec les Sauks et les Mesquakies, tribus avec lesquelles ils entretenaient depuis longtemps des relations amicales, bien que parlant des langues algonquiennes sans rapport avec elles. Quelque 45 Iowas ont combattu pendant la guerre de Sécession dans l'armée de l'Union, parmi lesquels le chef James White Cloud, petit-fils de Mahaska.
En avril 1845, une troupe de danseurs iowas, passés d'abord par Londres, arrivent à Paris et sont présentés à la Cour de France ainsi qu'au Roi des Français Louis Philippe Ier, qui subjugué commandera au peintre américain George Catlin une série de douze tableaux, qui furent envoyés au musée du Louvre, puis au musée d'Archéologie nationale, ensuite au musée de l'Homme pour finir au musée du Quai Branly - Jacques-Chirac ou une partie est exposé au public tandis que l'autre est rangé en réserve mais disponible sur le site des collections du musée.
En 1883, un certain nombre d'Iowas ont déménagé vers le Territoire indien, préférant vivre selon l'ancien mode de vie des villages communautaires. La nouvelle réserve était située dans les comtés de Lincoln, Payne et Logan dans le Territoire indien. Cependant, malgré leurs efforts pour bloquer l’attribution, leurs terres furent quand même divisées. Aujourd'hui, la réserve de l'Iowa, au Nebraska et au Kansas, s'étend sur environ 2 100 acres (8,5 km2) et compte plus de 150 habitants.

## Démographie
Leur population estimée à 1 100 en 1760 tomba à 800 en 1804, principalement à cause de la petite vérole. En 1824, les Iowas furent déplacés dans une réserve du Kansas. Aujourd'hui, certains vivent également en Oklahoma. En 1990, leur population avoisinait les 1 500 individus.